# Pseudonadagara shirozui
Pseudonadagara shirozui là một loài bướm đêm trong họ Geometridae.